# Винсент ду Винјо
Винсент ду Винјо (енгл. Vincent du Vigneaud; Чикаго, 18. мај 1901 — Вајт Плејнс, 11. децембар 1978) био је амерички биохемичар. Добитник је Нобелове награде за хемију 1955. године „за рад на биохемијски важним сумпорним једињењима, посебно за прву синтезу полипептидног хормона“, референцу за његов рад на цикличном пептидном окситоцину.

## Биографија
Ду Винјо је дипломирао у средњој школи Шурц 1918. Почео је да студира хемију на Универзитету Илиноис у Урбана-Шампејну. На њега су утицала предавања Карла Шипа Марвела. Након што је магистрирао 1924. године, придружио се компанији DuPont de Nemours, Inc.
Оженио се са Зелом Зон Форд 12. јуна 1924. Поново започињући академску каријеру 1925. године, придружио се групи Џона Р. Марлина на Универзитету у Рочестеру ради докторске дисертације. Докторирао је 1927. године својим радом, Сумпор у инсулину.
Са Џоном Џејкобом Абелом са Медицинског факултет Универзитета Џонс Хопкинс (1927-1928), путовао је у Европу као сарадник Националног истраживачког савета 1928-1929, где је сарађивао са Максом Бергманом на Институту за истраживање коже Кајзер Вилхелм у Дрездену, и са Џорџом Баргером на Медицинском факултету Универзитета у Единбургу. Потом се вратио на Универзитет у Илиноису као професор.
Следи Медицински факултет Универзитета Џорџ Вашингтон у Вашингтону 1932. године и Медицински колеџ Корнел у Њујорку 1938. године, где остаје до свог пензионисања 1967. године. Након пензије, био је запослен на Универзитету Корнел у Итаци, Њујорк.
1974. године претрпео је мождани удар који је окончао његову академску каријеру. Умро је годину дана након смрти своје супруге 1977.

## Каријера
Његову каријеру карактерише интересовање за сумпор, протеине, а посебно пептиде. Чак и пре свог рада за који је добио Нобелову награду о разјашњавању и синтетизацији окситоцина и вазопресина, стекао је репутацију за рад на инсулину, биотину, трансметилацији и пеницилину.
Такође је започео низ односа структура-активност за окситоцин и вазопресин, можда први за пептиде. То дело је кулминирало објављивањем књиге под називом Ток истраживања хемије сумпора и метаболизма и сродне области.

## Наслеђе
Придружио се братству ΑΧΣ док је био на Универзитету у Илиноису 1930.